# Distretto di Ayodhya
Ayodhya è un distretto dell'India di 2.087.914 abitanti. Capoluogo del distretto è Ayodhya.